# K2C (アルバム)
『K2C』（ケートゥーシー）は、米米CLUBの6枚目のアルバム。1991年1月25日発売。発売元はCBS・ソニー。

## 解説
過去の楽曲のリメイク、ライブ音源、新曲が収録されている。特に、シングル発表時に改変を強いられていた「Paradise」や「Sûre Danse」は改変前に近いアレンジでリメイクされている。
初回限定版には、「Kick Knock」「2much 2ist」「Co-Conga」の3曲が収録された8cmCDが付属した。ちなみにこの3曲の頭文字をとると、アルバムタイトルである「K2C」となる。
「Just U」は2006年の再結成時にリメイクされ、シングルE-ヨのカップリングとして発売された。

## 収録曲
| 全作詞・作曲・編曲: 米米CLUB。 |                   |          |            |      |
| #                              | タイトル          | 作詞     | 作曲・編曲 | 時間 |
| 1.                             | 「I・CAN・BE」    | 米米CLUB | 米米CLUB   | 4:47 |
| 2.                             | 「Peeping Tom」   | 米米CLUB | 米米CLUB   | 4:54 |
| 3.                             | 「FUNKY STAR」    | 米米CLUB | 米米CLUB   | 5:09 |
| 4.                             | 「En mi corazon」 | 米米CLUB | 米米CLUB   | 5:35 |
| 5.                             | 「Troubled Fish」 | 米米CLUB | 米米CLUB   | 5:29 |
| 6.                             | 「KOME KOME WAR」 | 米米CLUB | 米米CLUB   | 5:42 |
| 7.                             | 「Paradise」      | 米米CLUB | 米米CLUB   | 4:43 |
| 8.                             | 「Simple Mind」   | 米米CLUB | 米米CLUB   | 4:49 |
| 9.                             | 「Sûre Danse」    | 米米CLUB | 米米CLUB   | 5:09 |
| 10.                            | 「Transfer」      | 米米CLUB | 米米CLUB   | 4:51 |
| 11.                            | 「STAY」          | 米米CLUB | 米米CLUB   | 5:27 |
| 12.                            | 「Just U」        | 米米CLUB | 米米CLUB   | 4:45 |
| 合計時間:                      | 合計時間:         | 61:20    |            |      |

| 全作詞・作曲・編曲: 米米CLUB。 |                |          |            |      |
| #                              | タイトル       | 作詞     | 作曲・編曲 | 時間 |
| 1.                             | 「Kick Knock」 | 米米CLUB | 米米CLUB   | 4:34 |
| 2.                             | 「2much 2ist」 | 米米CLUB | 米米CLUB   | 4:16 |
| 3.                             | 「Co-Conga」   | 米米CLUB | 米米CLUB   | 4:44 |
| 合計時間:                      | 合計時間:      | 13:34    |            |      |

### 楽曲解説
1. I・CAN・BE
2. Peeping Tom
3. FUNKY STAR
4. En mi corazon
1stアルバム『シャリ・シャリズム』に収録された「On My Mind」のリアレンジ版。1989年のツアー「SHARISHARISM 7 Co-Conga」の東京ベイNKホール公演で演奏されたテイクに、スタジオ録音でダビングしたものである。
5. Troubled Fish
6. KOME KOME WAR
再レコーディングに当たり、歌詞が一部変更された。
7. Paradise
シングル発売時の改変前に近い形のアレンジ。シングル盤とは歌詞が大幅に異なるがこちらに収録されているものが本来の歌詞だった。
8. Simple Mind
1989年のツアー「SHARISHARISM 7 2much 2ist」で披露された同名曲が元になっているが、サビの一部以外は全く別のものになっている。
9. Sûre Danse
「Paradise」同様シングル発売時の改変前に近い形のアレンジ。ゲストとして金子マリがコーラスで参加している。後のベスト・アルバム「DECADE」にて、「元祖 sure danse」としてより初期構想に近い形で再びリメイクされる。
10. Transfer
11. STAY
12. Just U

### 初回盤8cmCD収録曲
本編ディスクの「En mi corazon」同様、「SHARISHARISM 7」の東京ベイNKホールでのテイクで、それぞれのパターンで披露されたオリジナル曲が収められた。なお、この3曲はシングル「Shake Hip!（1990年版）」のカップリングに「Kick 2much Conga」としてダイジェスト版が収録されているほか、「Co-Conga」のみベストアルバム「米 〜Best of Best〜」に収録されている。
1. Kick Knock
2. 2much 2ist
3. Co-Conga